# فيرميغ
فيرميغ (Vermeg) هي مورد للبرامج المالية مقره تونس. تأسست في البداية تحت اسم BFI عام 1994، وتم فصلها عن BFI في عام 2002.
برامج معالجة الأوراق المالية وأنظمة إدارة الصناديق هي الأعمال الأساسية لفيرميغ.

## استحواذ
في مارس 2018، أكملت فيرميغ استحواذها على لومبارد ريسك. ومن المقرر شطب لومبارد ريسك من بورصة لندن وستُعرف باسم لومبارد ريسك، شركة لفيرميج.

## روابط خارجية
- الصفحة الرئيسية الرسمية
- فيرميغ تستحوذ على لومبارد ريسك لإنشاء قائد برامج مالية عالمية

1. ↑   https://www.vermeg.com/we.html. {{استشهاد ويب}}: |url= بحاجة لعنوان (مساعدة) والوسيط |title= غير موجود أو فارغ (من ويكي بيانات) (مساعدة)